# Gäddtjärnen (Brattfors socken, Värmland)
Gäddtjärnen är en sjö i Filipstads kommun i Värmland och ingår i Göta älvs huvudavrinningsområde.